# Hargasum Noiã
Hargasum Noiã (em mongol: Харгасун Ноян; romaniz.: Khargasun Noian) foi um nobre mongol do século XIII.

## Vida
Hargasum era filho de Eljiguidei, um oficial da guarda do grão-cã Oguedai (r. 1229–1241). Participou na campanha de Batu Cã (1236–1241) contra os quipechaques e os seus aliados. Em certo banquete, Batu, por sua senioridade, esperava receber uma porção maior, mas foi servido após Buri, Guiuque e Hargasum, que ainda o ridicularizaram como um fraco efeminado. O motivo disso foi a maior proeminência de Buri e Cadã nas investidas contra o inimigo do que o próprio comandante supremo da expedição.